# درخت بادبزنی برمه
درخت بادبزنی برمه (نام علمی: Pterocarpus macrocarpus) نام یک گونه از سرده درخت بادبزنی است.